# 덴마크 왕비 메리
메리 도널드슨 덴마크 왕비 겸 몽페자 백작부인(덴마크어: Mary Elizabeth, kronprinsesse af Danmark, grevinde af Monpezat, 1972년 2월 5일 ~ )는 덴마크의 왕비이다. 결혼하기 전의 이름은 메리 엘리자베스 도널드슨(영어: Mary Elizabeth Donaldson)이었다.
2000년 시드니에서 열린 하계 올림픽에서 덴마크의 프레데리크 왕세자를 만나 연인 관계로 발전하였다. 2004년 5월 14일 덴마크 의회의 승인을 받은 뒤에 코펜하겐에서 왕세자와 결혼식을 올렸다. 자녀로는 2남 2녀로 크리스티안 왕세자, 이사벨라 공주, 이란성 쌍둥이 남매 빈센트 왕자와 요세피네 공주를 두고 있다. 2007년에는 메리 재단을 설립해 아동교육 보장, 덴마크 내에 왕따 문제 근절, 여성보호, 인신매매 근절 등에 앞장서고 있다.